# جمشید ابولحسن بختیار
متولد شده بنام ابولحسن بختیار (جمشید یا جیمی بختیار) (۱۳۱۳–۱۴۰۱ش) بازیکن فوتبال آمریکایی و روان‌پزشک ایرانی مقیم آمریکا بود. او فرزند  دکتر ابولقاسم بختیار و همسر امریکاییش هلن جفریس بختیار بود. لاله بختیار خواهر او میباشد. تأسیس درمانگاه‌های روان‌پزشکی خورشید، مسعود در خیابان خیام و وحید در خیابان وحید اصفهان و  آموزش پرسنل . تاسیس بیمارستان روان‌پزشکی فارابی و بیمارستان روان‌پزشکی مدرس. تاسیس گروه روان‌پزشکی  دانشگاه اصفهان و بخش  روان‌پزشکی بیمارستان خورشید اصفهان از خدمات او هستند. اولین نسل شاگردان او :  دکتر فریدون ضرغام، دکتر یعقوب سپهری، دکتر رضا امیری، دکتر مهدی رشتیان، شادروان دکتر بهرام احمدزاده، دکتر غلامحسین مبارکی و دکتر سید مهدی حسن‌زاده هستند.

## زندگی
او فرزند ابولقاسم بختیار و هلن جفریس بختیار بود. که در ۸ ژانویه ۱۹۳۴ در آبادان بدنیا آمد. پس از طلاق والدینش در سن ۱۲ سالگی به همراه مادر و شش خواهر و برادرش از ایران به واشینگتن دی سی نقل مکان کرد. ورزش به روشی برای او تبدیل شد. کاوالیرز در طول دوران حرفه‌ای بختیار فصل برنده‌ای نداشت، اما او به یکی از بازیکنان برتر کشور تبدیل شد و در سال ۱۹۵۶ رهبری ACC را در هجوم برد و در سال ۱۹۵۷ افتخارات همه آمریکایی را به دست آورد.
او در جنگ کره و جنگ ویتنام خدمت کرد. مشهور به 'شاهزاده ایرانی' یک سال در لیگ فوتبال کانادا بازی کرد تا برای هزینه دانشکده پزشکی در UVA درآمد کسب کند. او در روان‌پزشکی تخصص داشت و یک مطب در کالیفرنیا تأسیس کرد. او در ۱۹۸۲ ۰۱۳۶۱به واشینگتن پست گفت زمانی که زندگی خود را در ایالات متحده ساخت، حس آزاردهنده‌ای از بی‌گانگی و اشتیاق برای برقراری ارتباط با آنچه که «نیمه دیگر زندگی‌اش» وطن می‌خواند، داشت.
وقتی برادرش دکتر سیروس بختیار که روانکاو بود در امریکا در دریا غرق شد و پیکرش را در ایران، در توس  آرامگاه خانوادگی بختیار دفن کردند. باعث شد دکتر جمشید پس از سال‌ها به میهن بیاید. به هنگام خاک‌سپاری، یکی از بستگان به اوگفت «سرنوشت برادرت را دیدی؟ تا کی زندگی در غربت چرا نمی‌آیی به وطن خدمت کنی؟» جمشید پاسخ داد « فارسی بلد نیستم. آمریکا مدرسه و دبیرستان و دانشگاه و سربازی رفتم. اگر ایران بیایم چطور توی دانشگاه تدریس کنم؟» به او گفته شد که در ایران یک دانشگاه آمریکایی  در شیراز هست که با دانشگاه پنسیلوانیا مرتبط است و زبانش انگلیسی است.  بختیار درسال ۱۳۵۳ به ایران آمد و در دانشگاه پهلوی شیراز مشغول به‌کار شد. گویا در شیراز با حسادت و کارشکنی بعضی همکاران روبه‌رو شده و شیراز را به قصد اصفهان ترک می‌کند. در ۱۳۵۶ وارد اصفهان می‌شود؛  تا سال ۱۳۵۶ اصفهان فاقد روان‌پزشک متخصص، درمانگاه، بخش و بیمارستان روان‌پزشکی دانشگاهی بود.
دکتر بختیار به عنوان یک پیشگام، ابتدا شروع به جذب نیروهای علمی کرد. دکتر منوچهر صدری روان‌پزشک از ایالات متحده، دکتر عبدالحسین انتظاری روان‌شناس بالینی از ایالات متحده، دکتر منعم روانکاو از سویس، دکتر دادگستر روان‌شناس از ایالات متحده، دکتر مهدی جواهری روان‌پزشک از فرانسه و دکتر محمدتقی بهین روان‌پزشک، به عنوان اعضای هیأت علمی. و سپس پذیرش دستیار روان‌پزشکی؛ در آن زمان دانشگاه‌ها مستقل بودند و هر دانشگاه خودش از طریق مصاحبه یا امتحان دستیار می‌گرفت.  دکتر بختیار هفت نفر دستیار گرفت که در حقیقت نسل اول دانش‌آموختگان مکتب اصفهان هستند: دکتر فریدون ضرغام، دکتر یعقوب سپهری، دکتر رضا امیری، دکتر مهدی رشتیان، شادروان دکتر بهرام احمدزاده، دکتر غلامحسین مبارکی و دکتر سید مهدی حسن‌زاده.
آموزش، درمان، تأسیس بیمارستان مدرن روان‌پزشکی فارابی، برقراری واحدهای روان‌پرستاری، روان‌شناسی و کاردرمانی، تأسیس بخش روان در بیمارستان عمومی خورشید در سال ۱۳۵۷ بیست سال پیش از تأسیس چنین بخشی در دانشگاه علوم پزشکی ایران، تأسیس درمانگاه‌های روان‌پزشکی خورشید، مسعود در خیابان خیام و وحید در خیابان وحید. هم‌زمان نیروهای تازه‌کار روان‌شناسی و پرستاری را نیز شخصاً آموزش می‌داد.  تیمارستان کاوه تعطیل شد و بیمارانش به بیمارستان روان‌پزشکی فارابی و بیمارستان روان‌پزشکی مدرس، که هر دو دست‌پرورده خودش بود منتقل شدند. دکتر بختیار در سال ۱۳۵۷ گروه روان‌پزشکی را در دانشگاه اصفهان تأسیس کرد و پایه‌گذار و نخستین مدیر گروه آن بود. تا این تاریخ روان‌پزشکی زیرمجموعه گروه داخلی بود و به آن «گروه روانی!» می‌گفتند. او در سال ۱۳۵۷ بخش  روان‌پزشکی را در بیمارستان خورشید بنا نهاد. تا آن تاریخ حتی در دانشگاه‌های تهران هم بخش روان‌پزشکی در بیمارستان عمومی وجود نداشت.
دکتر بختیار جملاتی تاریخی و معروف داشت؛ مثلاً می‌گفت «زندگی سه کلمه بیشتر نیست؛ images،اmemories،اfeelings.» یا وقتی می‌خواست به مراجعی که احساس حقارت دارد فیدبک بدهد می‌گفت «خوبی‌های درون خودت را ببین.» او هر روز ساعت هفت و نیم صبح ایستاده در بخش راند را شروع می‌کرد. در راند روان‌شناسان، پرستاران، دانشجویان، رزیدنت‌های روان و رزیدنت‌های داخلی، اعصاب و پوست شرکت داشتند. او به دیدگاه کل‌نگر اعتقاد داشت و می‌گفت «هر بیمار قفلی است که با کلید خودش باز می‌شود و درمانگر کسی است که بهترین کلید را برای این قفل بسته بسازد. با یک کلید نمی‌شود همه قفل‌ها را باز کرد.» او یک وایت‌بورد و ماژیک‌های رنگی در کیفش داشت و در راند بخش از آن‌ها استفاده می‌کرد. در این کیف کتاب‌ها و ژورنال‌های روز را به همراه داشت. فارسی را به سختی صحبت می‌کرد و به زبان انگلیسی درس می‌داد.
او به شاگردانش عشق به مردم و وطن، حرفه، احساس مسؤولیت، تلاش، نوآوری، پشتکار، و مبارزه با مشکلات به‌خصوص انگ‌زدایی را آموخت. ظهر که خسته با دست گچی از کلاس بخش خارج می‌شد بیماران که به او عشق می‌ورزیدند ناهارشان را به اوتعارف می‌کردند و او ناخنکی می‌زد و می‌خورد و به ما می‌گفت این کار راپورت و کمپلیانس بیماران را بالا می‌برد و سبب تسریع در بهبودی آنان می‌شود. هر وقت از راهروی وسط بخش می‌گذشت از شیشه مربعی بالای درب اتاق‌ها نگاهی به درون اتاق‌ها می‌انداخت و با بیماران خوش‌وبش می‌کرد و می‌گفت این «Psychological Round» است و اهمیتش از راند اصلی کمتر نیست.
پس از انقلاب ۵۷ ، بختیار ابتدا امیدوار بود. با گذشت زمان، وضعیت غیرقابل تحمل شد. در حالی که پسرش به سن سربازی نزدیک شده بود، برنامه‌ریزی کرد که برود. قبل از اینکه بتواند برود دستگیر شد و ۳۰ روز مورد بازجویی قرار گرفت. او در سال ۲۰۰۷ گفته بود 'تجربه  ترسناکی بود و مثل بازی در تیم ویرجینیا تک نبود.' حکومت حساب بانکی و پاسپورت او را توقیف و پنج سال ممنوع الخروج کرد. بختیار و خانواده‌اش قاچاقی در یک سفر دو روزه سوار بر اسب از مناطق کوهستانی به  ترکیه زفتند و از أنجا خود را به امریکا رسانیدند.او سرانجام راهی شارلوتزویل شد، جایی که با کمک دوستانش شروع به سرهم کردن زندگی جدیدی کرد. به عنوان یک روان‌پزشک در نیومکزیکو، ویرجینیا و ویرجینیای غربی از زندگی  طولانی و موفقی برخوردار شد. در سال ۲۰۰۶  جایزه فارغ‌التحصیل تمام آمریکایی انجمن نویسندگان فوتبال آمریکا را دریافت کرد. از او پنج فرزند و هشت نوه به یادگار مانده است. خواهرش، لاله بختیار، محقق، نویسنده، مترجم و روان‌شناس بالینی بود. خواهر زاده‌های او داور اردلان تهیه‌کننده، روزنامه‌نگار و نویسنده NPR و لیلی بختیار مک نیر رمان‌نویس هستند. برادرزاده او تنیسور سابق فرد مک نیر است.
او در ۹ ژانویه ۲۰۲۲ یک روز پس از تولد ۸۸ سالگی خود درگذشت.